# ولادیمیروفکا (قبه)
ولادیمیروفکا (به ترکی آذربایجانی: Vladimirovka) یک منطقه مسکونی در جمهوری آذربایجان است که در شهرستان قوبا واقع شده‌است. ولادیمیروفکا ۲۷۳۴ نفر جمعیت دارد.